# 安德逊中学
安德逊中学（英語：Anderson Secondary School，简称ANDSS）是一所新加坡混合教育中学。该校于1960年成立，后于1994年成为自治学校。

## 历史
安德逊中学创立于1960年 ，当时为一所女子小学。 该校于1964年成为女子中学，后于1965年开始招收男学生。该校曾经坐落于史提芬路，于1984年搬迁到宏茂桥44街。1993年12月，该校再次搬迁到宏茂桥53街。
1994年，鉴于优秀的学术表现，安德逊中学正式成为自治学校。1996年，安德逊中学推行了“学生与教师工作台计划”（Students-and-Teachers Workbench project）。1997年，该校被选定为十所信息技术示范学校之一。 2004年，该校获得了“优秀学校奖”（School Distinction Award）。

## 文化

### 校训
安德逊中学的校训是“有恒心、有志向”（With Constancy and Purpose）。

### 校徽
安德逊中学的校徽是一根竹子，其象征崇高、伟大、卓越、纯洁与谦逊。

### 校服
男生均穿白色衬衫，初中生穿白色短裤，高中生则穿白色长裤。 女生均穿白色的女式衬衫，配上深蓝色连衣裙。 学生校服的右胸口位置均别上学校的徽章和姓名标签。 学生将在每周一、以及在正式场合上，打上深蓝色的领带。学生可在每周五穿体育课的T恤或班级T恤。

### 校纪
安德逊中学纪律委员会将违反校规的行为区分为轻微违规行为与严重违规行为。轻微违规行为包括迟到、穿戴不整齐、在上课时间使用手机等，而严重违规行为则包括逃学、伪造签名、作弊、纵火等。犯下严重罪行的男学生将接受体罚，女学生则必须放学后留校。

## 学术课程
作为一所非直通车制中学，安德逊中学提供三种源流课程，分别为快捷课程、普通学术课程和普通工艺课程。

### O水准快捷课程
安德逊中学提供考取新加坡剑桥普通教育证书（普通水准）会考文凭的四年制快捷课程。

### N水准普通课程
安德逊中学提供考取新加坡剑桥普通教育证书（初级水准）会考文凭的课程，分别为普通学术课程以及普通工艺课程。